# McKenney
McKenney – miasto w Stanach Zjednoczonych, w stanie Wirginia, w hrabstwie Dinwiddie.